# Incydent u wybrzeży Strefy Gazy (2010)
Incydent u wybrzeży Strefy Gazy miał miejsce 31 maja 2010 na wodach międzynarodowych Morza Śródziemnego, gdy izraelska marynarka wojenna (jednostka Shayetet 13) zaatakowała sześć statków przewożących 663 propalestyńskich działaczy z 37 państw, znanych jako „Pokojowa Flotylla”. Akcja w izraelskiej armii otrzymała kryptonim operacja Morska Bryza.
Aktywiści planowali przedrzeć się przez wojskową blokadę morską i dostarczyć pomoc humanitarną dla mieszkańców Strefy Gazy. 9 pasażerów znajdujących się na pokładzie głównego statku Flotylli – MV Mavi Marmara, zostało zabitych przez izraelskich żołnierzy podczas starcia, które miało miejsce bezpośrednio po dokonaniu przez nich abordażu. Około 60 aktywistów i 10 izraelskich żołnierzy zostało rannych.
Izraelskie władze zażądały od aktywistów zmiany kursu flotylli, kierując ją do portu w Aszdodzie, gdzie przewożony ładunek miał zostać poddany kontroli, a następnie dostarczony do potrzebujących w Strefie Gazy. Propalestyńscy działacze odmówili jednak i statki dalej płynęły w stronę Strefy Gazy. Według Izraelczyków, żołnierze zostali zaatakowani przez aktywistów, gdy tylko znaleźli się na pokładzie jednostki. Ci twierdzą jednak, że komandosi otworzyli ogień jeszcze przed dokonaniem abordażu.
Rada Bezpieczeństwa ONZ potępiła akty, których rezultatem jest śmierć co najmniej 10 cywili i wielu rannych oraz wezwała do natychmiastowego, całkowitego, wiarygodnego i transparentnego śledztwa odpowiadającego międzynarodowym standardom. Rada Praw Człowieka ONZ również wezwała do wszczęcia śledztwa w sprawie izraelskiego ataku. Premier Izraela Binjamin Netanjahu wyraził ubolewanie w związku ze śmiercią aktywistów, stwierdził jednak także, że incydent u wybrzeży Strefy Gazy był jasnym przykładem samoobrony żołnierzy izraelskich, podczas gdy Izrael jest ofiarą międzynarodowego ataku hipokryzji.
Incydent u wybrzeży Gazy wywołał reakcje ze strony rządów, organizacji międzynarodowych i pozarządowych z całego świata. Spowodował także antyizraelskie demonstracje w wielu krajach. Rada Bezpieczeństwa ONZ wezwała do natychmiastowego uwolnienia aktywistów przetrzymywanych przez Izrael. Władze tego państwa odpowiedziały, że wypuszczą 620 z 682 aresztowanych osób i deportują je do krajów ich pochodzenia. Ładunek przewożony przez statki został zatrzymany, wyładowany w porcie w Aszdodzie, skontrolowany, a jego część zaaprobowana przez Izraelczyków została wysłana drogą lądową do Gazy. Według IDF, Hamas odmówił przyjęcia pomocy humanitarnej, do czasu wypuszczenia przez Izrael zatrzymanych aktywistów.

## Geneza wydarzeń
Hamas przejął kontrolę nad Strefą Gazy po zwycięstwie nad siłami palestyńskiego rządu jedności narodowej w bitwie o Gazę w 2007. Izrael, który uznał Hamas za organizację terrorystyczną, oskarża go o wystrzeliwanie tysięcy rakiet w kierunku swego terytorium. Ogłosił także, iż jest w stanie wojny z kontrolowaną przezeń Strefą Gazy.
Egipt odmówił uznania rządu stworzonego przez Hamas. Oba kraje nałożyły wojskową i morską blokadę na Strefę Gazy. W maju 2010 palestyński rybak zginął u wybrzeży Rafah, podczas starcia z jednostkami egipskiej marynarki wojennej, utrzymującymi blokadę pomiędzy Strefą a Egiptem. Rząd Hamasu obwinił władze egipskie za ten incydent, stwierdzając: to nie był pierwszy taki wypadek, i wezwał je do przeprowadzenia śledztwa w tej sprawie.
Organizacja Narodów Zjednoczonych i grupy broniące praw człowieka wielokrotnie krytykowały wprowadzenie blokady, nazywając ją egzekwowaniem zbiorowej odpowiedzialności wobec Palestyńczyków, wskazując także na ograniczenia w przepływie dóbr zaspokajających podstawowe potrzeby mieszkańców Strefy oraz mogących posłużyć do odbudowy infrastruktury transportowej oraz domów zniszczonych przez Izrael w trakcie operacji Płynny Ołów na przełomie 2008 i 2009. Izrael odpowiedział, przywołując art. 23 IV Konwencji Genewskiej, dopuszczający możliwość wprowadzenia blokady, jeśli dobra napływające na terytorium wroga, służą jego działaniom wojennym. W 2009 738 tys. ton towarów trafiło do Strefy Gazy poprzez izraelskie terytorium, co daje ok. 2 tys. ton dziennie. Amnesty International i inne grupy działające na rzecz ochrony praw człowieka wskazywały, iż blokada doprowadziła do sytuacji, w której masowe bezrobocie, ekstremalna bieda, niepewność wyżywienia i wzrost cen jedzenia spowodowały, iż czterech na pięciu mieszkańców Strefy Gazy jest zależnych od pomocy humanitarnej.

### Ruch Wolna Gaza
„Pokojowa Flotylla”, składająca się z ośmiu statków, została stworzona w celu przełamania izraelskiej blokady morskiej Strefy Gazy. Jednostki transportowały ładunek, którym według organizatorów wyprawy było 10 tys. ton pomocy humanitarnej, włączając w to jedzenie, lekarstwa oraz materiały budowlane (m.in. cement) o wartości ok. 20 mln dolarów. Izrael zakazuje przewożenia cementu na terytorium Strefy Gazy, utrzymując, że służy on m.in. do budowy tuneli przemytniczych łączących to terytorium z Egiptem. Organizatorzy wskazywali jednak, że materiały budowlane są niezbędne dla odbudowy infrastruktury zniszczonej w wyniku konfliktu z Izraelem.
Incydent z 2010 zakończył dziewiątą próbę dostarczenia przez Ruch Wolna Gaza pomocy dla Strefy Gazy. Pięć transportów dotarło do potrzebujących przed rozpoczęciem przez Izrael operacji „Płynny Ołów” na przełomie 2008 i 2009. Późniejsze zostały zablokowane przez wojska izraelskie. W odróżnieniu od poprzednich prób, Flotylla nie składała się w większości z jednostek zorganizowanych przez Ruch Wolna Gaza (który wysłał tylko jeden mały statek pasażerski), ale przez islamską organizację z Turcji – Fundację Praw Człowieka, Wolności i Pomocy Humanitarnej (IHH). Izrael oskarżył IHH o posiadanie bliskich związków z Hamasem i sympatyzowanie z Al-Ka’idą.

## „Pokojowa Flotylla”
Flotylla składała się ze statków posiadanych lub wynajętych przez kilka organizacji pozarządowych, włączając w to Ruch Wolna Gaza, turecką IHH oraz grecki „Statek do Gazy”. Główną jednostką był turecki statek MV „Mavi Marmara”, przewożący ponad 500 aktywistów.
Statki wchodzące w skład „Pokojowej Flotylli” podczas incydentu z 31 maja 2010:
- „Challenger I” – statek Ruchu Wolna Gaza[42].
- „Eleftheri Mesogeios” (gr. Eλεύθερη Mεσόγειος, Wolne Morze Śródziemne)[43] – statek towarowy pod banderą grecką. Statek szwedzko-greckiej organizacji „Statek do Gazy”[44], znany także pod nazwą MS Sofia.
- „Sfendoni” (gr. Σφενδόνη, Proca)[43] – statek pasażerski pod grecką banderą, sterowany przez członków organizacji „Statek do Gazy” oraz Europejskiej Kampanii na rzecz Zakończenia Oblężenia Gazy. Obie greckie jednostki opuściły Pireus 25 maja, dołączając do reszty statków u wybrzeży Cypru[45][46].
- MV „Mavi Marmara” – turecki statek pod banderą Komorów[47], który był przedtem własnością firmy Istanbul Fast Ferries Co. Inc. i kursował po Morzu Marmara[48]. Został zakupiony przez IHH specjalnie dla odbycia kursu do Strefy Gazy. Statek opuścił port w Antalyi 22 maja, dołączając do jednostek „Gazze” i „Defne Y”[49]. Przewoził on 581 aktywistów, spośród których 400 było Turkami[50].
- „Gazze” (tur. Gaza) – statek pod banderą turecką będący własnością IHH. Jego ładunek stanowiły 2104 tony cementu, 600 ton stali konstrukcyjnej i 50 ton dachówek[51]. Na jego pokładzie znajdowało się także 15 tureckich członków załogi i 5 propalestyńskich aktywistów. Statek opuścił Antalyę 22 maja i dołączył do „Mavi Marmara” i „Defne Y”.
- „Defne Y” (tur. Wawrzyn Y) – statek towarowy będący własnością IHH[52]. Przewoził on m.in. 150 ton żelaza, 98 baterii, 50 modułów mieszkaniowych, 16 elementów do budowy placów zabaw dla dzieci oraz specjalistyczny sprzęt medyczny[52]. Na jego pokładzie znajdowało się 23 członków załogi i 7 działaczy[53]. Jednostka opuściła Antalyę i dołączyła do „Gazze” oraz „Mavi Marmara”[49].

Inne statki, które miały wziąć udział w wyprawie:
- „MV Rachel Corrie” – statek pod flagą Kambodży, nazwany na cześć amerykańskiej aktywistki Rachel Corrie, nie zdołał dołączyć do reszty Flotylli ze względu na awarię. MV Rachel Corrie był statkiem handlowym, obecnie jest własnością Ruchu Wolna Gaza[54]. Jednostka została poddana naprawie na Malcie, potem ruszyła w kierunku Strefy Gazy. 5 czerwca statek został zajęty przez izraelskich żołnierzy, bez stawiania oporu przez pasażerów[55].
- „Challenger II” – statek pod banderą amerykańską, będący własnością Ruchu Wolna Gaza. Jednostka nie była w stanie dołączyć do Flotylli ze względu na awarię. Została poddana naprawie w Nikozji[56]. Przedstawiciele Ruchu oskarżyli izraelskich agentów o przeprowadzenie sabotażu, w wyniku którego „Challenger I” i „Challenger II” utraciły sprawność[57].

## Pasażerowie statków
Na statkach Flotylli przebywały 663 osoby pochodzące z 37 państw. Wśród nich znajdowali się m.in. laureatka Pokojowej Nagrody Nobla Mairead Corrigan, były zastępca sekretarza generalnego ONZ Denis Halliday, arabska deputowana do Knesetu Hanin Zubi, jeden z przywódców Ruchu Islamskiego w Izraelu Raed Salah, szwedzki pisarz Henning Mankell oraz grupa parlamentarzystów z krajów europejskich i arabskich, a także deputowani do Parlamentu Europejskiego.
Na pokładzie jednego ze statków znajdowała się także Polka, Ewa Jasiewicz z Ruchu Wolna Gaza i redakcji polskiej Le Monde diplomatique.

## Przebieg incydentu

Kurs „Pokojowej Flotylli”

Izrael oświadczył, że Flotylla złamie prawo międzynarodowe, jeśli będzie próbował przełamać blokadę. Greata Berlin, jedna z organizatorów wyprawy, odpowiedziała: mamy prawo do przepłynięcia z wód międzynarodowych na wody Gazy. Rzecznik armii izraelskiej stwierdził, iż konwój nie zostanie przepuszczony przez blokadę, lecz skierowany do portu w Aszdodzie, gdzie ustawiono duże namioty i inne udogodnienia w porcie, dzięki czemu Izrael lub organizacje humanitarne będą mogły dostarczyć [pomoc] do Gazy drogą lądową. Władze izraelskie oświadczyły także, że ładunek zostanie skontrolowany, a wszelkie niedozwolone towary – zarekwirowane. Zapowiedziano także deportację cudzoziemców lub zatrzymanie tych, którzy nie będą chcieli opuścić Izraela.
Organizatorzy konwoju odrzucili propozycje Izraela, domagając się możliwości wwiezienia do Gazy także materiałów budowlanych, stwierdzając także, że ta misja nie jest dla dostarczenia pomocy humanitarnej, jest ona zorganizowana dla przerwania izraelskiego oblężenia 1,5 miliona Palestyńczyków. Chcielibyśmy podnieść międzynarodową świadomość odnośnie podobnego do więzienia zamknięcia Gazy oraz wywrzeć presję na międzynarodową wspólnotę aby zrewidowała swą politykę sankcji i zakończyła wsparcie dla trwającej izraelskiej okupacji. 28 marca niektórzy zwolennicy wyprawy Flotylli oświadczyli, że brutalna odpowiedź Izraela tchnie nowe życie w ruch solidarności z Palestyną, zwracjąc uwagę na blokadę. 
Sześć spośród ośmiu jednostek wchodzących w skład Flotylli wypłynęło 30 maja. Organizatorzy konwoju planowali osiągnąć Strefę Gazy 31 maja po południu.

### Nawiązanie kontaktu
Izraelska marynarka wojenna nawiązała kontakt z Flotyllą 30 maja o godzinie 23, 200 km na północny zachód od Gazy, 64 km od wybrzeży Izraela, na wodach międzynarodowych. Żołnierze nakazali statkom płynięcie za nimi, w przeciwnym razie grożąc przejęciem konwoju.
Jak informuje izraelskie radio, żołnierze przekazali kapitanowi MV „Mavi Marmara” drogą radiową ostrzeżenie: Zbliżacie się do strefy konfliktu, które objęte jest blokadą morską. Strefa nadbrzeżna Gazy i port w Gazie są zamknięte dla ruchu morskiego. Rząd izraelski popiera dostarczanie pomocy humanitarnej dla cywilnej populacji Strefy Gazy i zaprasza was do portu w Aszdodzie. Dostawa ładunku odbędzie się przez przejście graniczne z Gazą, pod waszą obserwacją, po czym będziecie mogli wrócić do macierzystych portów. Odpowiedzią było: Odmawiam, odmawiam. Naszym celem jest Gaza. Wkrótce potem dwa izraelskie statki wojenne pojawiły się po obu stronach Flotylli, a izraelski samolot przeleciał nad konwojem.
4 czerwca izraelskie media opublikowały nagranie, mające być zapisem kontaktu radiowego pomiędzy izraelską marynarką wojenną a „Defne Y”. Rozpoczyna się ono od komunikatu: „Defne Y”, tutaj izraelska marynarka wojenna, zbliżacie się do obszaru objętego blokadą morską. Męski głos odpowiada: Zamknij się! Wracaj do Auschwitz! Zaraz potem włącza się damski głos, oświadczający: Mamy zgodę na wpłynięcie, wydaną przez władze portu w Gazie oraz męski, który dodaje Pomagamy Arabom walczyć przeciwko USA. Nie zapominajcie o 11 września, chłopaki. Inny statek miał wówczas odpowiedzieć: Dżihad, dżihad, dżihad!
Ruch Wolna Gaza wyraził opinię, iż nagranie to nie jest autentyczne, wskazując na fakt, iż uwieczniony tam damski głos należy do Huwaidy Arraf, która znajdowała się na pokładzie „Challenger I”, a nie „Mavi Marmara”. Sama Arraf stwierdziła, iż obecność jej głosu na nagraniu dowodzi, iż było ono edytowane przez IDF, co wywołuje poważne wątpliwości odnośnie autentyczności całego materiału, podobnie jak jego niska jakość oraz treść słów wypowiadanych rzekomo przez osoby na „Mavi Marmara”
Nieco później armia izraelska (IDF) przyznała, że nagranie zostało zedytowane, ale tylko w celu ułatwienia słuchaczom odbioru materiału. Następnie IDF opublikował całość, która trwa około 6 minut. Według słów rzecznika armii izraelskiej, z oryginalnego nagrania usunięto długie fragmenty ciszy. IDF przyznał także, że pomimo tego, iż słowa wypowiadane na nagraniu zostały przypisane pasażerom „Mavi Marmara”, to ze względu na to, że komunikacja odbywała się na otwartym kanale radiowym, nie można określić, z której jednostki rozmawiano z izraelską marynarką. Kapitan Challengera I odrzucił zaprzeczył autentyczności nowej wersji nagrania, twierdząc, iż nie było takiej wymiany zdań na jego statku.

### Abordaż „Mavi Marmara”

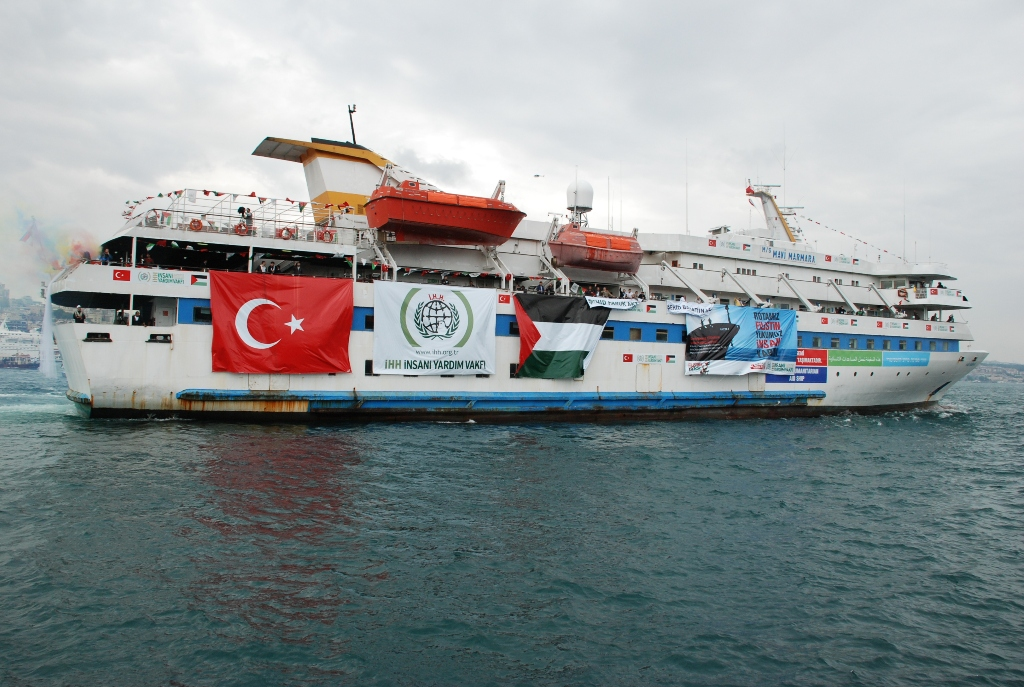
MV „Mavi Marmara”

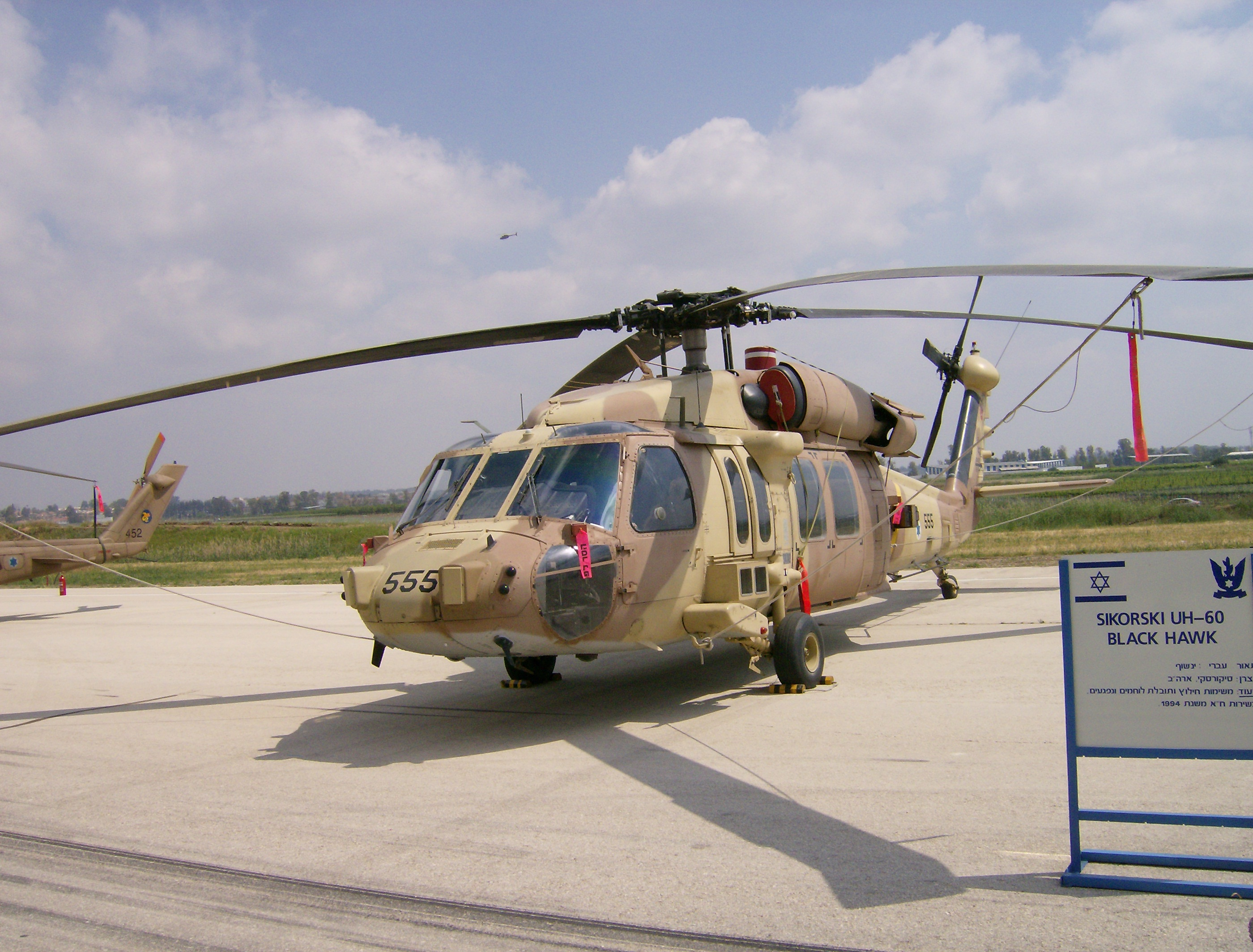
Śmigłowiec Sikorsky UH-60 Black Hawk wykorzystywany przez armię izraelską

Wkroczenie izraelskich żołnierzy na pokład „Mavi Marmara” spowodowało brutalne starcie pomiędzy aktywistami a Izraelczykami, którego przebieg jest różnie opisywany przez obie strony konfliktu. Operacja rozpoczęła się wczesnym rankiem, o godzinie 4:30. Motorówki i trzy helikoptery Black Hawk, każdy z 15 żołnierzami na pokładzie, wyposażonymi w markery paintballowe i pistolety, zbliżyły się do Flotylli. Pasażerowie „Mavi Marmara” donieśli później o strzałach, niebieskich flarach i ogłuszających dźwiękach wydobywających się z pierwszego helikoptera

#### Izraelska wersja wydarzeń
Jak podała armia izraelska, komandosi otrzymali rozkazy, aby w sposób pokojowy przekonać aktywistów do zrezygnowania z planów przerwania blokady. W razie niepowodzenia mieli użyć siły w celu przejęcia kontroli nad statkiem. Żołnierze mieli zostać poinstruowani, aby używać broni palnej jedynie w ostateczności, w sytuacji zagrożenia życia.
Według informacji przekazanych przez armię izraelską, żołnierze dostali się na pokład wykorzystując liny rozwinięte z helikopterów. Natychmiast mieli zostać zaatakowani przez aktywistów – ciężko pobici, pchnięci nożami, a jeden został nawet zrzucony z wyższego pokładów statku na niższy, z wysokości ok. 9 metrów. Dwóm żołnierzom odebrano broń. Komandosi zeznali także, że w ich kierunku otwarto ogień z niższego pokładu jednostki. Część z nich odniosła rany z broni palnej. Jak podała major Awital Lejbowicz, aktywiści zaatakowali żołnierzy nożami, procami, szpikulcami, pałkami i pistoletami odebranymi komandosom. Jeden z żołnierzy stwierdził, że atak ten przypominał lincz w Ramallah w 2000.
Granaty ogłuszające i gaz łzawiący zostały użyte w celu rozproszenia aktywistów. To jednak nie powiodło się, wobec czego żołnierze poprosili dowództwo o zgodę na użycie ostrej amunicji. Została ona udzielona. Komandosi ostrzelali pasażerów statku, celując w nogi, dzięki czemu udało się ich rozproszyć. Żołnierze dotarli do mostku kapitańskiego i przejęli kontrolę nad jednostką po około 30 minutach od wkroczenia na jej pokład.
Izraelska armia udostępniła 20 nagrań wideo z akcji. Jedno z nich pokazuje sytuację, w której zsuwający się na pokład komandos zostaje zaatakowany przez tłum, a inny żołnierz zostaje zrzucony na niższy pokład. Inne nagrania przedstawiają atak na żołnierzy przy użyciu granatu ogłuszającego i bomby zapalającej oraz aktywistów bijących Izraelczyków. Inne nagranie, pochodzące z systemu monitoringu na statku, przedstawia według izraelskiej armii, aktywistów przygotowujących się do starcia z żołnierzami jeszcze przed nawiązaniem kontaktu ze statkiem przez marynarkę wojenną. Następne pokazuje czterech komandosów zsuwających się na pokład i zaatakowanych przez działaczy przy pomocy siekier i noży. Czwarta drużyna żołnierzy, którzy znaleźli się na jednostce, zobaczyła swego dowódcę leżącego na pokładzie oraz tureckiego aktywistę celującego z pistoletu (który wyrwał Izraelczykowi) w jego głowę. Komandosi zastrzelili Turka.
Jak ustalono we wstępnym śledztwie przeprowadzonym przez izraelską marynarkę wojenną, kilku z pasażerów statku próbowało wziąć trzech nieprzytomnych komandosów jako zakładników, usiłując zaciągnąć ich do zamkniętych pomieszczeń na statku. Przebywali tam przez kilka minut, po czym odzyskali przytomność i dołączyli do innych żołnierzy.
Izraelski premier Binjamin Netanjahu, stwierdził, że opis wydarzeń na statku przedstawiony przez armię wskazuje jasno na fakt, że żołnierze działali w samoobronie.
Izraelski Sąd Najwyższy odmówił wszczęcia postępowania przeciwko wykonawcom abordażu (wpłynęło kilka wniosków w tej sprawie). W uzasadnieniu tej decyzji zapisano, że żołnierze zostali zmuszeni odpowiedzieć w celu obrony swego życia.

#### Wersja organizatorów konwoju oraz aktywistów
Organizatorzy konwoju zaprzeczyli wersji wydarzeń przedstawionej przez izraelską armię. Żona kapitana „Mavi Marmara”, Nilüfer Ören, oświadczyła, że Izraelczycy namierzyli konwój po przepłynięciu przezeń 90 km, Flotyllę otoczyło 40 statków izraelskich, a wezwanie do skierowania jednostek do Aszdodu zostało wygłoszone o 4:45 rano, gdy komandosi dokonywali już abordażu. Dodała także, że użyli oni granatów hukowych i bomb dymnych. Z tego powodu aktywiści i członkowie załogi założyli maski przeciwgazowe. Według Arafat Sokuri z Ruchu Wolna Gaza, jednego ze współorganizatorów konwoju, gdy padły strzały, pasażerowie statku zaczęli krzyczeć: Wywieszamy białą flagę, przestańcie do nas strzelać. Jako tanią propagandę określił twierdzenie armii izraelskiej o tym, że aktywiści posiadali pistolety i inną broń.
Jak stwierdzili aktywiści i załoga „Mavi Marmara”, Izraelczycy oddali strzały ostrzegawcze, ale gdy statek nie zatrzymał się, rozpoczęli atak. Według nich, komandosi otworzyli ogień w stronę jednostki, zanim jeszcze rozpoczął się abordaż.
Bülent Yıldırım, przewodniczący IHH, zeznał, że stojący metr od niego fotograf Cevdet Kılıçlar został zabity strzałem w głowę. Brytyjski aktywista Kevin Ovenden potwierdził, iż mężczyzna ten został zastrzelony przez żołnierza zaraz po skierowaniu kamery w jego kierunku. Autopsja ciała Kılıçlara wykazała, że zginął od strzału w głowę z małej odległości. Yıldırım oświadczył także, że pasażerowie statku wykazali się obywatelskim nieposłuszeństwem oraz że to IHH wezwała aktywistów do niewpuszczenia izraelskich żołnierzy na pokład.
Norman Paech, były członek niemieckiego parlamentu z ramienia partii Die Linke, stwierdził, że widział tylko trzech aktywistów stawiających opór: Nie mieli oni noży, siekier, tylko kije, których użyli do samoobrony. Zaznaczył jednak, że nie może wykluczyć, iż inni posłużyli się bronią gdzieś w innym miejscu statku. Inny pasażer „Mavi Marmara”, Huwaida Arraf, zeznała, że Izraelczycy przygnietli jej twarz do pokładu, skuli ją kajdankami i założyli torbę na jej głowę.
Pisarka Edda Manga poinformowała, że pięciu z aktywistów zginęło natychmiast po postrzeleniu, podczas gdy pozostali zmarli w wyniku nieudzielenia im pomocy medycznej.
Kutlu Tiryaki, kapitan innego statku wchodzącego w skład Flotylli, stwierdził, iż pasażerowie przez nią przewożeni nie mieli żadnej broni, a płynęli tylko w celu niesienia pokojowej pomocy.
Przywódcy tureckich organizacji dobroczynnych oświadczyli, że w związku z tym, iż statki znajdowały się na wodach międzynarodowych, nawet w przypadku użycia przez aktywistów broni i zarzuceniu przez nich zasad o niestosowaniu przemocy, postępowanie takie byłoby legalne, jako samoobrona względem izraelskiego kidnapingu i piractwa. Prof. Mattias Gardell utrzymuje natomiast, że żołnierze znaleźli się na pokładzie, dysponując bronią z ostrą amunicją i laserowymi celownikami, a przynajmniej cztery osoby zostały zabite w sposób przypominający egzekucję.
Aktywistka Huwaida Arraf stwierdziła, że po znalezieniu się na pokładzie statku „Challenger I”, izraelscy żołnierze odebrali pasażerom cały sprzęt mogący służyć do komunikacji, kamery oraz karty pamięci.
Członkini izraelskiego Knesetu narodowości palestyńskiej, Hanin Zubi, zeznała, że izraelscy żołnierze odmówili udzielenia pomocy medycznej kilku rannym aktywistom, co stało się przyczyną ich śmierci. Jest także zdania, że komandosi otworzyli ogień jeszcze przed dostaniem się na pokład statku. Jako osoba mówiąca płynnie w języku hebrajskim, Zoubi przyjęła rolę tłumacza w kontaktach pomiędzy aktywistami a żołnierzami.
Według Espena Goffenga, 38-letniego aktywisty z Norwegii, który znajdował się na „Mavi Marmara”, IDF zaczął od ataku z użyciem jakiegoś rodzaju kul do paintballu, zawierających szkło, które powodowały straszne rany w tkance miękkiej. Później użyto kul gumowych. Później ostrej amunicji. Właśnie wtedy zaczęło być naprawdę groźnie.
Kevin Neish, działacz z Kanady, znajdujący się na „Mavi Marmara”, opowiedział, że żołnierze rozpoczęli ostrzał z helikopterów, gdy tylko zaczął się atak.

#### Zeznania dziennikarzy
Dziennikarz kanału Al-Dżazira Jamal Elshayyal, znajdujący się podczas incydentu na pokładzie „Mavi Marmara”, stwierdził, że Izraelczycy otworzyli ogień jeszcze przed wylądowaniem na pokładzie. Według niego, żołnierze strzelali „niemal bezładnie” ostrą amunicją z helikoptera. Aktywiści przyznali, że stawili opór, ale nie był on zorganizowany. Jak stwierdzili, to izraelskie helikoptery, statki i ostrzał wytworzyły atmosferę, w której ludzie chcieli się bronić. Jak wskazał Elshayyal, trzy osoby zmarły, gdy trzej pasażerowie (włączając w to członkinię Knesetu), próbowały na próżno zmusić żołnierzy do udzielenia im pomocy medycznej.
Według Elshayyala, pierwsze strzały, które padły, były czymś w rodzaju granatów hukowych. Wystrzelono także gaz łzawiący, jak również gumowe kule. Ostrzał z ostrej amunicji rozpoczął się pięć minut później. Jak stwierdził, jeden z pasażerów, stojący na pokładzie, trzymający wąż z wodą, którą polewał atakujących izraelskich marynarzy, został postrzelony w ramię. Według niego, nie ma wątpliwości, z tego co widziałem, że ostra amunicja została użyta przed pojawieniem się Izraelczyków na pokładzie. Dziennikarz Al-Dżaziry zeznał także, że pasażerowie statku, widząc nadpływający izraelski okręt, wyrwali pręty z barierki „Mavi Marmara”. Elshayyal widział później wielu izraelskich żołnierzy bitych nimi, gdy próbowali dostać się na pokład. Jak stwierdził, nie widział u aktywistów żadnych noży. W udzielonym później wywiadzie zaznaczył, że słyszał o trzech izraelskich żołnierzach, którzy zostali schwytani przez pasażerów statku. W wyniku tego wydarzenia miała wzrosnąć intensywność walk na jego pokładzie. Według Elshayyala, z tego powodu organizatorzy konwoju zdecydowali się na wypuszczenie uwięzionych komandosów.
Ron Ben-Jiszaj, korespondent wojenny Jedi’ot Acharonot, który znajdował się na pokładzie Victory, izraelskiego okrętu wojennego, był świadkiem wydarzeń na pokładzie „Mavi Marmara”. Według niego, armia planowała umieszczenie komandosów na górnym pokładzie statku, skąd mieli dostać się na mostek kapitański i przejąć kontrolę nad jednostką. Według dziennikarza, spodziewano się niewielkiego oporu i być może niewielkiej przemocy. Jak twierdzi Ben-Jiszaj, żołnierze mieli nawiązać z aktywistami kontakt werbalny, a broni użyć tylko w ostateczności. Gdy pierwsi komandosi znaleźli się na pokładzie, zdarzyło się coś nieprzewidzianego. Pasażerowie wyciągnęli kije, pałki i proce ze szklanymi kulami, atakując każdego żołnierza. Ben-Jiszaj wspomniał także o użyciu przez komandosów markerów paintballowych, miotających pociski wypełnione substancją drażniącą, których zastosowanie jednak nie odniosło zamierzonych skutków. Żołnierzom nie udało się dostać na mostek, wobec czego na pokładzie znalazła się druga drużyna, przetransportowana przy użyciu helikoptera. Według opisu dziennikarza, w tym momencie na „Mavi Marmara” znajdowało się 30 komandosów i ok. 30 aktywistów. Według Ben-Jiszajz, działacze próbowali wyrwać broń żołnierzom, udało im się zdobyć pistolet. Jak twierdzi, jeden z żołnierzy został zrzucony z wyższego pokładu na niższy. Wobec takiego rozwoju wydarzeń, komandosi poprosili dowództwo o zgodę na użycie ostrej broni i otrzymali ją.

### Zajęcie pozostałych statków
Według izraelskiej armii, pozostałe pięć statków zostało zajętych przez żołnierzy w pokojowy sposób. Izraelski minister spraw zagranicznych Awigdor Lieberman oświadczył, że statki te zostały przejęte nawet bez zarysowania. W prasie hiszpańskiej pojawiły się jednak informacje, że na kilku innych statkach poza „Mavi Marmara”, kilku aktywistów zostało rannych. Działacze propalestyńscy ze „Sfendoni”, „Eleftheri Mesogeios” i „Sofii”: poinformowali, że izraelscy żołnierze użyli tam gazu łzawiącego, amunicji paintballowej wypełnionej szkłem i gumowych kul oraz taserów elektrycznych.

#### „Sfendoni”
Emerytowany dyplomata Edward Peck, który znajdował się na pokładzie „Sfendoni”, stwierdził, że komandosi byli dobrze wyszkoleni i zachowywali się stosunkowo dobrze. Żołnierze skuli kajdankami kilku aktywistów, którzy próbowali uniemożliwić im dostęp do steru, ale obyło się bez większych obrażeń.
Według informacji rodziny Paula Larudee, 64-letniego byłego profesora lingwistyki z El Cerrito w Kalifornii, został on pobity i zaatakowany taserem, gdy odmówił podporządkowania się poleceniom wydawanym przez żołnierzy

#### „Eleftheri Mesogeios”/„Sofia”
Sterujący statkiem Michalis Grigoropoulos twierdzi, że izraelscy komandosi użyli taserów wobec aktywistów, którzy próbowali utworzyć żywy pierścień wokół mostka, aby w ten sposób nie dopuścić do niego żołnierzy.
Według szwedzkiego pisarza Henninga Mankella, izraelscy żołnierze pojawili się na pokładzie Sofii ok. godzinę po zajęciu MV „Mavi Marmara”. Jak twierdzi, komandosi zaatakowali taserem starszego członka załogi, być może był trochę wolny, a do innego strzelali gumowymi kulami.

#### „Challenger I”
W trakcie zajścia, statek „Challenger I” przyspieszył, dzięki czemu znajdujący się na jego pokładzie dziennikarze mieli uzyskać możliwość wykonania zdjęć wydarzeń, które miały miejsce na MV „Mavi Marmara”. Według Huwaidy Arraf, izraelscy żołnierze zaatakowali tych, którzy próbowali uniemożliwić im przejęcie kontroli nad statkiem. Komandosi mieli użyć taserów i granatów oszałamiających.
Według mata Shane Dillona, izraelscy żołnierze zajmujący Chalenger I użyli granatów oszałamianących, złamali nos Belgijce znajdującej się pośród aktywistów i pobili jednego z pasażerów. Australijska fotograf, Kate Geraghty, która próbowała sfotografować przebieg zajść, twierdzi, że została zaatakowana taserem.

## Ofiary

### Aktywiści
W wyniku incydentu, 9 propalestyńskich działaczy zginęło, a dziesiątki odniosły rany. Początkowo media donosiły o śmierci 19, 16 lub nawet 26 pasażerów. Potwierdzono śmierć ośmiu osób o tureckim obywatelstwie. Byli to: Cengiz Alquyz (42 l.), İbrahim Bilgen (60 l., polityk z Partii Dobrobytu), Cegdet Kiliclar (38 l.), Sahri Yaldiz, Aliheyder Bengi (39 l.), Cetin Topcuoglu (54 l.), Cengiz Songur (47 l.) i Necdet Yildirim (32 l.). Członkowie Tureckiego Czerwonego Półksiężyca, największej humanitarnej organizacji w Turcji, udali się do Tel Awiwu, aby towarzyszyć powrotowi ciał ofiar śmiertelnych i rannym do kraju.
Wśród ofiar znalazł się także 19-letni Amerykanin tureckiego pochodzenia, Furkan Doğan. W jego klatce piersiowej znaleziono jedną, a w głowie – cztery kule. Jak wykazała autopsja, strzały zostały oddane z małej odległości.
31 maja 34 aktywistów zostało hospitalizowanych, 9 z nich znajdowało się w poważnym stanie. Wśród rannych był m.in. amerykański działacz Paul Larudee, który utrzymuje, iż został pobity i zaatakowany taserem.
Według aktywistów, amerykańsko-irlandzki działacz Fintan Lan Ken został pobity przez izraelskich agentów bezpieczeństwa na lotnisku w Tel Awiwie i musiał być hospitalizowany. Brytyjka Sarah Colborn, która była pasażerką jednej z łodzi, podała w wątpliwość liczbę zabitych podanych przez władze izraelskie, twierdząc, iż podczas incydentu na Morzu Śródziemnym więcej aktywistów zaginęło.
3 czerwca 8 z 9 aktywistów zabitych w trakcie izraelskiego ataku na „Pokojową Flotyllę” zostało pochowanych w Stambule. Następnego dnia ujawniono wyniki autopsji ciał wszystkich ofiar. Według nich, aktywiści zginęli od ran zadanych przez strzały z broni palnej, 5 spośród nich otrzymało postrzały w głowę. Do jednej z ofiar strzelano z odległości od 2 do 14 centymetrów. Według Yalcina Buyuka, wiceprzewodniczącego tureckiej komisji lekarskiej, która przeprowadziła autopsje, ofiary śmiertelne zostały postrzelone 30 razy, pięć spośród nich zostało trafionych w tył głowy lub w plecy. Buyuk oświadczył także, że rany z broni palnej odniosło również 48 innych aktywistów, a 6 innych wciąż było zaginionych.

### Izraelscy żołnierze
Izraelska armia podała, że 10 jej żołnierzy poniosło rany w wyniku starcia na pokładzie „Mavi Marmara”. Według jej informacji, dwóch z nich zostało zranionych z broni palnej, a jeden poniósł poważne obrażenia głowy i stracił przytomność po zrzuceniu go przez aktywistów z górnego pokładu. Opublikowano wywiady z tymi żołnierzami, nie ujawniając jednak ich tożsamości (twarze na nagraniach wideo zostały zamazane). Kanał 2 izraelskiej telewizji wyemitował nagranie pokazujące jednego z aktywistów atakujących żołnierza nożem.

## Poszukiwanie broni na pokładzie
Ministerstwo Spraw Zagranicznych Izraela oświadczyło, że przemoc wobec żołnierzy była planowana pośród aktywistów jeszcze przed abordażem, a na statkach znaleziono „lekką broń”, włączając w to pistolety, które zostały odebrane komandosom przez pasażerów. Na fotografiach przedstawionych przez IDF widać sztylety, noże kuchenne i scyzoryki. Według Izraelczyków, aktywiści rzucali do żołnierzy także granatami oszałamiającymi, co widoczne jest na nagraniach wideo przedstawionych przez IDF. Armia izraelska poinformowała później, że po przeszukaniu statku znaleziono również kamizelki kuloodporne, noktowizory i maski przeciwgazowe.
Aktywiści zaprzeczyli informacjom o posiadaniu przez nich broni palnej, wskazując, iż byłoby to niemożliwe, ponieważ wszystkie łodzie zostały dokładnie sprawdzone przez służby rządowe przed opuszczeniem przez nie portu. Przedstawiciele tureckich władz potwierdzili tę opinię, wskazując na fakt, iż każdy z pasażerów opuszczający Turcję został poddany badaniom przy użyciu wykrywaczy metali. Wysoki przedstawiciel tureckich służb celnych nazwał izraelskie oświadczenie kompletnym nonsensem.
Oficer armii norweskiej Palle Ydstebø stwierdził, iż przedmioty widniejące na zaprezentowanych przez IDF zdjęciach nie są bronią sensu stricto i stanowią zbiór akcesoriów, które można znaleźć na każdym statku. Przyznał jednak, że część z nich może stać się skuteczną bronią, włączając w to jej rodzaje używane podczas intifady. Jak wskazał, część aktywistów mogła więc przewidywać, że dojdzie do starcia z izraelskimi żołnierzami.
4 czerwca izraelski serwis Walla! doniósł, iż anonimowy oficer IDF w wywiadzie udzielonym radiu Kol Israel stwierdził, iż pod koniec starcia aktywiści wrzucili broń, w tym palną, do morza. Powiedział on także, iż na pokładzie odnaleziono celowniki i łuski od kul nie pasujących do broni armii izraelskiej. Jak dodał, wszyscy, którzy zostali zabici, byli terrorystami. Ha-Arec i Israel Hayom doniosły natomiast o odnalezieniu na „Mavi Marmara” łusek po nabojach o kalibrze 9 mm, nie używanych przez izraelskich komandosów.
Bulent Yildirim, szef IHH, przyznał, że aktywiści odebrali część broni żołnierzom, ale według niego wyrzucili ją za burtę, bez jej użycia.
Izraelski ambasador w Hiszpanii, Raphael Schutz, stwierdził, iż władze Izraela nigdy nie mówiły, że ta flotylla wiozła broń dla terrorystów Hamasu.

## Los aktywistów
Po zajęciu statków przez IDF Flotylla została skierowana do portu w Aszdodzie. Co najmniej 32 spośród aktywistów, którzy znajdowali się na pokładach jednostek, zostało aresztowanych i uwięzionych, zaraz po odmowie podpisania przez nich dokumentów deportacyjnych, włączając w to dwóch, którzy zostali ranni, ale odmówili poddania się hospitalizacji. Jak poinformowało kilku pasażerów (m.in. szwedzki pisarz Henning Mankell), służby izraelskie skonfiskowały wszystkie rzeczy osobiste, takie jak pieniądze, karty kredytowe, telefony komórkowe, laptopy, kamery, a także ubrania. Pozwolono im jedynie na zachowanie dokumentów. Irlandzki minister spraw zagranicznych Micheál Martin określił aresztowania jako „kidnaping” i zakwestionował logikę izraelskich planów przetransportowania zatrzymanych do Izraela, aby zaraz potem dokonać ich deportacji. Zamiast tego postulował ich „bezwarunkowe uwolnienie”.
1 czerwca 2010 Izrael przetrzymywał 480 aktywistów w samym więzieniu w Aszdodzie. Reagując na międzynarodową krytykę swych poczynań, władze tego państwa oficjalnie zakomunikowały, że 680 działaczy zostanie uwolnionych, włączając w to tych, którzy zaatakowali żołnierzy.
1 czerwca część uczestników wyprawy „Pokojowej Flotylli” powróciła do Grecji i Turcji, gdzie złożyli pierwsze zeznania odnośnie do całej akcji. Jedna z aktywistek, Turczynka, która wraz ze swym z rocznym dzieckiem brała udział w wyprawie, zgodziła się na podpisanie dokumentów deportacyjnych, po tym jak została poinformowana przez Izraelczyków, że więzienie byłoby zbyt ciężkie dla jej dziecka. Inny z aktywistów stwierdził, że podczas pobytu w izraelskim więzieniu, zatrzymanym nie pozwolono skontaktować się z prawnikami, ani nawet na wyjście do toalety, jedzenie, czy picie wody. Działacze mieli być także przez cały czas nagrywani przez kamery wideo.
1 czerwca władze izraelskie planowały dokonać deportacji wszystkich cudzoziemców, których zatrzymano podczas akcji, w przeciągu 48 godzin od ich przybycia do Izraela.
Członkini parlamentu izraelskiego Hanin Zaobi została zwolniona 1 czerwca. Podczas wygłaszania mowy w Knesecie, doszło do starcia pomiędzy nią a deputowanymi z partii prawicowych. W kierunku Zoabi wykrzykiwano m.in.: Idź do Gazy, ty zdrajczyni. Nie potrzebujemy koni trojańskich w Knesecie. Przed fizycznym atakiem musiały ochronić ją służby bezpieczeństwa parlamentu. Zoabi otrzymywała maile i telefony z pogróżkami, a prawie 500 osób zapisało się na konto w portalu Facebook, pod hasłem domagającym się jej egzekucji. Zoabi stwierdziła, że nie boi się, a tego rodzaju wydarzenia dzieją się w Izraelu cały czas.
Czterech innych izraelskich Arabów pozostało zatrzymanych: Muhammed Zeidan – przewodniczący Wysokiego Komitetu Arabskich Obywateli Izraela, szejk Raed Salah – przewodniczący północnego oddziału Ruchu Islamskiego w Izraelu, szejk Hamad Abu Daabes – przewodniczących południowego oddziału Ruchu Islamskiego w Izraelu oraz Lubna Masarwa z Ruchu Wolna Gaza i Uniwersytetu Al-Kuds. 3 czerwca sąd magistracki w Aszkelonie podjął decyzję o uwolnieniu tych osób za kaucją oraz pod warunkiem pozostania w areszcie domowych do 8 czerwca i za nałożeniem zakazu opuszczania kraju przez 45 dni.
Na początku czerwca pojawiły się oskarżenia względem władz izraelskich, o rzekome używanie przemocy względem zatrzymanych aktywistów, podczas ich przesłuchiwania. Jeden z działaczy stwierdził, że podczas przesłuchań, wielu z nich [aktywistów] zostało mocno pobitych na naszych oczach. Mattias Gardell utrzymywał, że Izraelczycy zabraniali mu spać, a także że został przez nich kilkakrotnie pobity. Aktywiści stwierdzili również, że ich traktowanie było różne w zależności od koloru ich skóry, grupy etnicznej i tego, czy posiadali muzułmańskie imiona.
Ostatni z przetrzymywanych aktywistów został zwolniony 6 czerwca.

## Los ładunku
IDF poinformował, że pomoc humanitarna zostanie dostarczona do Strefy Gazy. 2 czerwca część ładunku przewożonego przez „Pokojową Flotyllę” została załadowana na osiem ciężarówek i dostarczona do Gazy. Jak podały izraelskie i palestyńskie źródła, tego samego dnia Hamas odmówił przyjęcia ładunku do czasu zwolnienia zatrzymanych aktywistów i wydania zezwolenia na wwiezienie materiałów budowlanych, które przewożone były przez Flotyllę. Lider Hamasu, Isma’il Hanijja stwierdził: Nie chcemy napełnić naszych brzuchów, chcemy przerwać izraelskie oblężenie Gazy.
17 czerwca władze palestyńskie zaakceptowały dostawy ładunku pod nadzorem ONZ. Jednakże strona izraelska zastrzegła, że nie będzie transportu znalezionej broni na statku Mavi Marmara do Strefy Gazy.

## Ocena prawna
Eksperci zajmujący się prawem międzynarodowym, różnią się w opiniach na temat legalności działań Izraela. Część z nich uważa, że akcja z 31 maja 2010 była pogwałceniem prawa morza, podczas gdy inni wskazują, iż Izrael miał prawo do zajęcia zagranicznych statków na wodach międzynarodowych, uznając takie działanie za część blokady morskiej. Wszyscy przyznają jednak, że państwo to jest zobowiązane przez przepisy prawa międzynarodowego do użycia proporcjonalnej siły w obliczu zbrojnego oporu. Odpowiedź na pytanie, czy Izrael postąpił w taki sposób, jest przedmiotem kontrowersji.
Kwestia ewentualnego pogwałcenia prawa międzynarodowego przez Izrael była dyskutowana przez Radę Bezpieczeństwa ONZ. Stany Zjednoczone zablokowały krytykę Izraela w formie zaproponowanej przez Turcję, Autonomię Palestyńską i kraje arabskie.

## Następstwa
31 maja premier Izraela Binjamin Netanjahu poprosił prezydenta USA Baracka Obamę, aby Stany Zjednoczone zawetowały w Radzie Bezpieczeństwa ONZ uchwałę potępiającą Izrael, ten jednak odmówił. Pomimo tego, USA zablokowały głosy pojawiające się wewnątrz Rady, żądające międzynarodowego śledztwa w sprawie incydentu u wybrzeży Strefy Gazy oraz głoszące pogwałcenie przez Izrael zasad prawa międzynarodowego.
Egipt otworzył przejście graniczne ze Strefą Gazy w Rafah, umożliwiając przetransportowanie tam pomocy humanitarnej i medycznej, o co apelował jeden z liderów Hamasu, Chalid Maszal.
2 czerwca władze Izraela poinformowały o podjęciu decyzji o uwolnieniu ponad 600 przetrzymywanych aktywistów
3 czerwca aktywiści propalestyńscy podali informację, że w kierunku Strefy Gazy płynie kolejny statek z pomocą humanitarną, MV Rachel Corrie. Jednostka należy do irlandzkiego armatora, na jej pokładzie znajdowali się m.in. północnoirlandzka laureatka Pokojowej Nagrody Nobla Mairead Corrigan i były zastępca sekretarza generalnego ONZ, Irlandczyk Dennis Halliday. Ten ostatni stwierdził, że statek zatrzyma się, tylko jeśli jego załoga zostanie do tego zmuszona. Jednostka została wyposażona w kamery wideo. Wiozła ona 550 ton cementu, który miał posłużyć do odbudowy zniszczonej infrastruktury w Strefie Gazy, a także lekarstwa oraz sprzęt medyczny, taki jak wózki inwalidzkie. 5 czerwca izraelscy żołnierze zajęli MV Rachel Corrie. Tym razem obyło się bez ofiar.
Aktywiści propalestyńscy zadeklarowali, że jesienią 2010 zorganizują kolejną „Pokojową Flotyllę”, która będzie próbować sforsować blokadę Strefy Gazy.
3 czerwca, pod amerykańskim naciskiem, izraelski premier stwierdził, iż rozważa możliwość zaangażowania sił międzynarodowych w kontrolę blokady morskiej Strefy Gazy. Amerykańska sekretarz stanu, Hillary Clinton wyraziła stanowisko administracji USA, w którym wskazała, iż spodziewa się od izraelskiego rządu przeprowadzenia całkowitego, wiarygodnego i transparentnego śledztwa odpowiadającego międzynarodowym standardom, aby zebrać informacje na temat wszystkich faktów dotyczących tego tragicznego wydarzenia.
4 czerwca, sąd utrzymał moc prawną postanowienia prokuratora generalnego Yehudy Weinsteina ws. zatrzymania policyjnego śledztwa co do incydentu u wybrzeży Strefy Gazy.
4 czerwca, tureckie media podały, że prawdopodobnie w przeciągu najbliższych dwóch miesięcy Turcja wystąpi sądownie przeciwko Izraelowi.
5 czerwca izraelski rząd przeprosił za zastosowanie linku do video ze zdarzenia zatytułowany We Con the World, co uważano za zniewagę w stosunku do aktywistów.
13 czerwca mister obrony Izraela Ehud Barak odwołał wcześniej zaplanowaną wizytę we Francji.
16 czerwca Izrael wpisał na czarną listę terroru, tureckich organizatorów flotylli, Fundację Praw Człowieka i Wolności i Pomocy Humanitarnej (IHH). 29 czerwca organizacja IHH opublikowała raport, w którym stwierdziła, że Izrael przeprowadził planowany zamach terrorystyczny na flotyllę, potwierdzając śmierć dziewięciu aktywistów.

### Reakcje

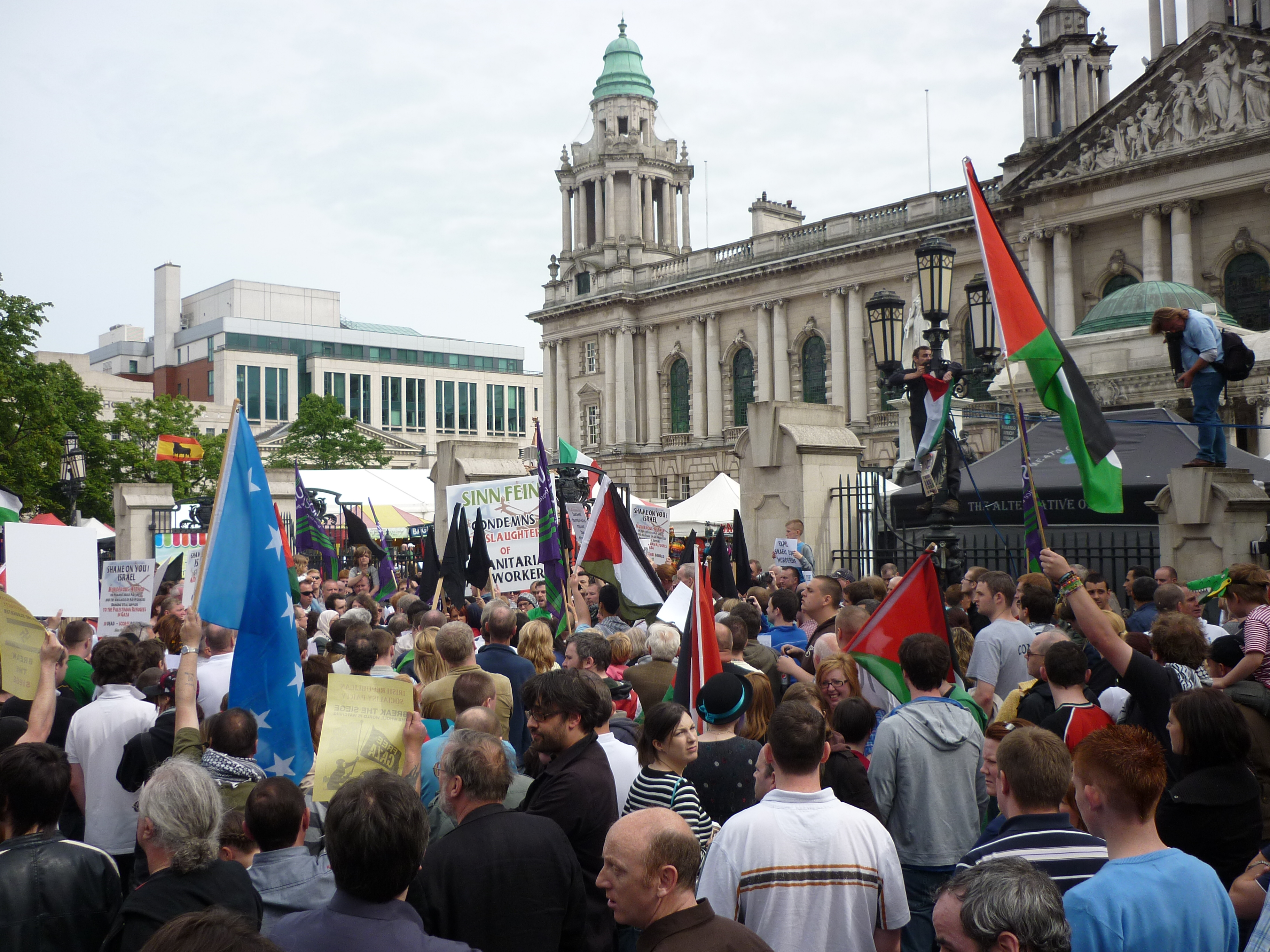
Antyizraelska demonstracja w Belfaście, 31 maja 2010

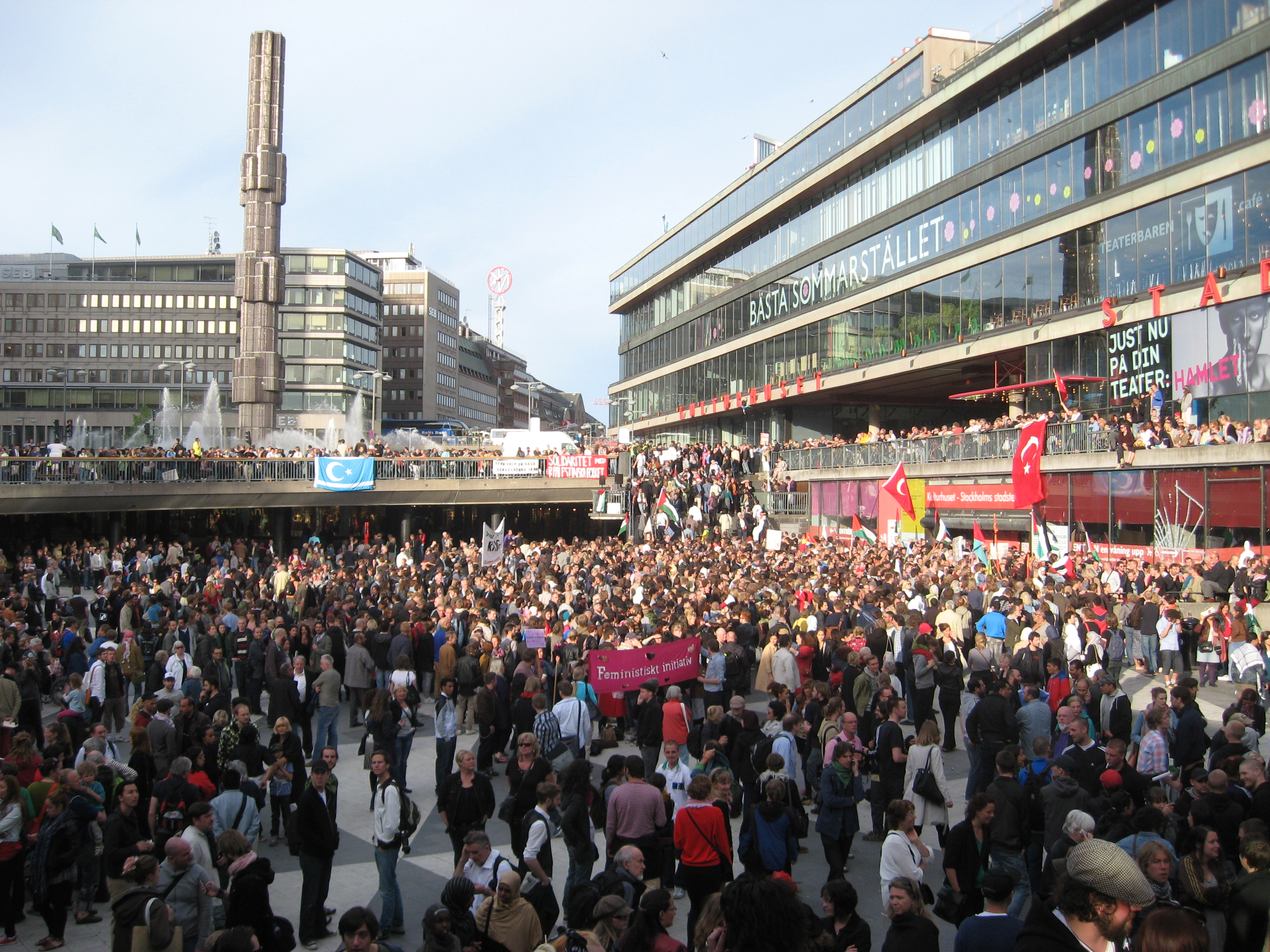
Demonstracja w Sztokholmie, 1 czerwca 2010

Incydent u wybrzeży Gazy wywołał szeroką reakcję władz państwowych, organizacji międzynarodowych i organizacji pozarządowych na całym świecie. Rada Bezpieczeństwa potępiła działania, które doprowadziły do śmierci aktywistów. Wezwała także do przeprowadzenia śledztwa w tej sprawie.
Incydent na Morzu Śródziemnym wywołał także cały szereg demonstracji antyizraelskich w krajach na całym świecie. Stosunki izraelsko-tureckie pogorszyły się znacznie – Turcja wezwała swego ambasadora w Izraelu na konsultacje. Recep Tayyip Erdoğan, premier Turcji, oskarżył Izrael o stosowanie państwowego terroryzmu, odcinając się jednocześnie od antysemityzmu.

### Śledztwo
14 czerwca 2010 r. rząd Izraela podjął decyzję o powołaniu Komisji na Rzecz Zbadania Incydentu Morskiego 31 maja 2010 r. Na czele Komisji stanął emerytowany sędzia Sądu Najwyższego Izraela Jacob Turkel.
Komisja powołała następujących członków:
- Jacob Turkel: były sędzia Sądu Najwyższego, jeden z najbardziej doświadczonych sędziów w Izraelu,
- profesor Shabtai Rosenne: uznany specjalista w dziedzinie prawa międzynarodowego, ambasador i jurysta,
- generał (w stanie spoczynku) Amos Horev, były rektor Technionu, generał IDF, prezes firmy Rafael, doświadczony członek komisji śledczych,

A także dwóch międzynarodowych ekspertów w roli obserwatorów:
- David Trimble, irlandzki laureat Pokojowej Nagrody Nobla, były Pierwszy Minister Irlandii Północnej
- Kenneth Watkin, gen. bryg. w stanie spoczynku z Kanady, były wojskowy sędzia śledczy armii kanadyjskiej

Na sekretarza Komisji wyznaczono adwokata Hoshea Gottlieba.
25 lipca na mocy decyzji rządu powołano dwóch dodatkowych członków Komisji:
- ambasador Reuven Merhav, dyplomata, dyrektor generalny MSZ Izraela, ekspert ds. Bliskiego Wschodu,
- profesor Miguel Deutch, badacz i wykładowca w dziedzinie prawa cywilnego, członek najważniejszych ciał doradczych w dziedzinie bezpieczeństwa.

Komisja skupiła się na badaniu okoliczności i legalności działań podjętych przez izraelskich żołnierzy w trakcie przejmowania kontroli nad statkiem Mavi Marmara i innymi jednostkami. Major-Generał (w stanie spoczynku) Giora Eiland przeprowadził dogłębne dochodzenie operacyjne działań IDF. Raport gen. Eilanda został później przekazany Komisji Turkela.
Po 7 miesiącach dochodzenia, 23 stycznia 2011 r. Komisja ogłosiła swój raport końcowy, dochodząc do konkluzji związanych z następującymi aspektami incydentu:
- Blokada morska została wprowadzona z przyczyn bezpieczeństwa i wypełnia wymagania prawa międzynarodowego,
- Polityka wobec Strefy Gazy odpowiada wymogom prawa międzynarodowego,
- Przejęcie statku Mavi Marmara dokonane było zgodnie z procedurami prawa międzynarodowego,
- Żołnierze podjęli działania jedynie po tym, gdy zostali brutalnie zaatakowani przez pasażerów statku, działając w zgodzie z prawem międzynarodowym,
- Zachowanie pasażerów,
- Traktowanie pasażerów[194]

Grupa oficerów rezerwy izraelskiej marynarki napisała list wspierający głosy domagające się międzynarodowego śledztwa. Zarówno prezydent USA, jak i liderka izraelskiej opozycji Cippi Liwni zaproponowali utworzenie komisji śledczej, w skład której wchodziłby amerykański obserwator.
Stowarzyszenie Foreign Press Association, reprezentujące setki dziennikarzy z Izraela i Autonomii Palestyńskiej, oświadczyło, że Izrael wspiera swoją wersję zdarzeń, prezentując tylko niektóre z nagrań pochodzących z zarekwirowanego sprzętu reporterów znajdujących się na pokładzie. FPA skrytykowała także używanie przez władze izraelskie materiałów filmowych bez zgody ich autorów.
Izraelskie radio publiczne podało, że władze zabroniły rozpowszechniania informacji na temat ofiar śmiertelnych i rannych, którzy zostali hospitalizowani w Izraelu. Zakaz ten został później zniesiony.
W sierpniu oficer armii izraelskiej oraz kilku innych wojskowych zostało aresztowanych w związku z kradzieżą laptopów podczas szturmu na konwój statków. Żołnierze ukradli od czterech do sześciu laptopów, po czym sprzedali je.

### Turcja, Iran i ONZ
Premier Turcji Recep Tayyip Erdoğan poinformował Stany Zjednoczone, iż chce skierować okręty tureckiej marynarki wojennej do eskortowania kolejnej flotylli mającej płynąć do Strefy Gazy z pomocą humanitarną. USA poprosiły go jednak o przełożenie tych planów.
Irański Czerwony Półksiężyc zdecydował się wysłać jedzenie, lekarstwa i sprzęt medyczny do Strefy Gazy. Jak stwierdził jeden z członków irańskich władz, Marynarka Armii Strażników Islamskiej Rewolucji (część Irańskiej Gwardii Rewolucyjnej), jest gotowa do eskortowania konwojów z pomocą humanitarną do Gazy, jeśli tylko przywódca Ali Chamenei wyraziłby na to zgodę.
Izraelski polityk Uzzi Dajan zadeklarował, że jeśli Erdoğan wyśle tureckie statki do eskortowania transportów dla Gazy, będzie oznaczało to wypowiedzenie wojny. Jak stwierdził, musimy nakreślić wyraźną linię i powiedzieć, że ktokolwiek ją przekroczy, nie doświadczy abordażu, tylko zostanie zatopiony.
Minister spraw zagranicznych Turcji Ahmet Davutoğlu, zażądał przeprowadzenia dochodzenia pod egidą ONZ. W odpowiedzi Ban Ki-moon 5 czerwca 2010 ogłosił, iż sprawę incydentu będzie badać komisja pod przewodnictwem Nowej Zelandii. Rząd izraelski podważył wiarygodność prac Narodów Zjednoczonych i podjął niezależne dochodzenie.
2 sierpnia 2010 Sekretarz Generalny ONZ po raz kolejny poinformował o przygotowaniach do rozpoczęcia śledztwa pod kierownictwem Nowej Zelandii. Przewodniczącym komisji został Geoffrey Palmer, były premier Nowej Zelandii. W czteroosobowym składzie znalazł się też ustępujący wówczas z funkcji prezydenta Kolumbii Álvaro Uribe, a także jeden przedstawiciel z Turcji i Izraela. Komisja rozpoczęła prace 10 sierpnia 2010, a publikację pierwszych sprawozdań zapowiedziano na wrzesień 2010. Wraz z rozpoczęciem działalności komisji, premier Izraela ogłosił, że Izrael nie ma nic do ukrycia i jest to w interesie kraju, żeby prawda o wydarzeniu ujrzała światło dzienne.
Atak na Flotyllę Wolności załamał stosunki bilateralne między Turcją i Izraelem. Kraje te były sojusznikami, prowadziły wspólne ćwiczenia wojskowe, dzieliły się także informacjami wywiadowczymi. Współpracy zaniechano po 31 maja 2010. Z inicjatywy amerykańskiego prezydenta Baracka Obamy 22 marca 2013 doszło do normalizacji stosunków, kiedy to izraelski prezydent Binjamin Netanjahu przeprosił w rozmowie telefonicznej premiera Turcji Recepa Tayyipa Erdogan. Turecki przywódca przyjął przeprosiny skierowane do całego narodu i zgodził się, iż potrzebna była normalizacja stosunków. Ponadto Izrael obiecał wypłacić odszkodowania, uzgodniono też współpracę mającą na celu poprawę sytuacji humanitarnej na terytoriach palestyńskich.

### Złagodzenie blokady Strefy Gazy
Po ataku na flotyllę, społeczność międzynarodowa naciskała na Izrael, by ten złagodził blokadę Strefy Gazy, która została ustanowiona w 2007.
17 czerwca Rada Ministrów poinformowała, że gabinet bezpieczeństwa zgodził się złagodzić blokadę Strefę Gazy.
20 czerwca gabinet bezpieczeństwa Izraela zatwierdził nowy system regulujący blokadę, który zezwala praktycznie wszystkim niewojskowym pojazdom wjechać do Strefy Gazy. Izrael zdecydował się zwiększyć dostawy materiałów budowlanych do Strefy, by polepszyć tamtejszą infrastrukturę, a w szczególności odbudować takie obiekty jak szkoły czy placówki medyczne. W dalszym ciągu kontrolowane były wszystkie towary, które przechodziły przez port w Aszdod.